# Мері Джей Блайдж
Ме́рі Джей Блайдж (англ. Mary J. Blige, повне ім'я Мері Джейн Блайдж (англ. Mary Jane Blige; нар. 11 січня 1971, Бронкс, Нью-Йорк, США) — американська авторка-виконавиця в стилях R & B, соул і хіп-хоп, музична продюсерка і акторка. Загальна кількість проданих нею альбомів у світі становить приблизно 50 мільйонів копій. Широко відома своїми запальними концертними номерами, станом на 2014 рік здобула 9 «Греммі».

## Біографія
Блайдж почала штурмувати хіт-паради в 1991 і 1992 роках з музикою в стилі «хіп-хоп-соул». Згодом еволюціонувала в бік більш мейнстримного соулу. Найбільшим успіхом 1990-х став трек «Not Gon' Cry», що увійшов у саундтрек і прозвучав у фільмі «В очікуванні видиху» з Вітні Г'юстон у головній ролі. 1999 року виконала дуетом з Джорджем Майклом пісню «As» Стіві Вандера. Цей сингл був включений до збірника Джорджа Майкла «Ladies and Gentlemen».
2001 року Мері Джей Блайдж вперше досягла першої сходинки Billboard Hot 100 із синглом «Family Affair».

## Дискографія

### Альбоми
- 1992: What's the 411?
- 1994: My Life
- 1997: Share My World
- 1999: Mary
- 2001: No More Drama
- 2003: Love & Life
- 2005: The Breakthrough
- 2006: Reflections — A Retrospective
- 2007: Growing Pains
- 2009: Stronger with Each Tear
- 2011: My Life II… The Journey Continues (Act 1)

## Нагороди

### Греммі
- 2009: Найкращий альбом в стилі R&B — Growing Pains
- 2008: Найкращий R&B виконання дуету або групи «Disrespectful» (з Чакою Хан)
- 2008: Найкраще виконання в стилі госпел — «Never Gonna Break My Faith»
- 2007: Найкраще жіноче вокальне виконання в стилі R&B — «Be Without You»
- 2007: Найкраща пісня в стилі R&B — «Be Without You»
- 2007: Найкращий альбом в стилі R&B — «The Breakthrough»
- 2004: Найкраща поп-співпраця з вокалом — «Whenever I Say Your Name» (зі Стінгом)

### American Music Awards
- 2006: Найкраща Соул/R&B-виконавиця
- 2006: Найкращий Соул/R&B альбом — The Breakthrough
- 2003: Найкраща Хіп-хоп/R&B-виконавиця
- 1998: Найкращий Соул/R&B альбом — Share My World

### Billboard Music Awards
- 2006:
- R&B, Хіп-хоп артист року
- R&B, Хіп-хоп артистка року
- R&B, Хіп-хоп альбом року — The Breakthrough
- Пісня року радіоефіру Hot 100 — Be Without You
- Артист року, який виконує R&B, Хіп-хоп пісні
- R&B, Хіп-хоп пісня року — Be Without You
- R&B, Хіп-хоп пісня року у радіоефірі — Be Without You
- Відеокліп року — Be Without You
- 1995:
- R&B альбом року — My Life